# Abderrahim Hamraoui
Pour les articles homonymes, voir Hamraoui.
Abderrahim Hamraoui (en arabe : عبدالرحيم الحمراوي), né le 11 septembre 1960 à Casablanca, est un footballeur international marocain qui évoluait au poste d'attaquant au Raja Club Athletic et en équipe du Maroc.
Doté d’un grand bagage technique, rapide et bon dribbleur, Abderrahim Hamraoui est considéré comme l’un des meilleurs joueurs marocains de sa génération, et l'un des meilleurs attaquants de l'histoire du Raja Club Athletic, où il joué l'intégralité de sa carrière.

## Biographie

### En club
Le père d'Abderrahim Hamraoui, Ahmed Hamraoui était également un joueur du Raja Club Athletic dans les années 1950.
Abderrahim Hamraoui rejoint en 1973 les minimes du club du Raja CA. Il passe ensuite par les catégories cadets et juniors, avant d'intégrer, en 1982, l’équipe A du Raja, entraînée à l'époque par Hoummane Jarir. C'est l'entraîneur marocain Mohamed Aamari qui lui offre, en 1983, l'opportunité de devenir titulaire et de côtoyer les stars du club à cette époque, notamment Abdelmajid Dolmy, Abdellatif Beggar et Mustapha El Haddaoui.
Le jeu d'Abderrahim Hamraoui était fait de dribbles et d'accélérations, palliant ainsi un physique fragile. Doté d'un grand potentiel technique, rapide et bon dribbleur, il était l'un des meilleurs joueurs du championnat marocain durant les années 80. Il était également un titulaire indiscutable au Raja.
Le 17 juillet 1988, Abderrahim offre au Raja le titre de champion du Maroc de la saison 1987-1988 après avoir inscrit un but important à l'avant dernière rencontre du championnat. C'était lors d'un déplacement au Stade Abdelkader Allam, Hamraoui inscrit son nom dans l'histoire du Raja après avoir inscrit le but victorieux contre l'Union de Sidi Kacem, dans un match qui s'est soldé par une victoire 1-0, et qui avait permis au club de remporter son premier titre de championnat au détriment du Kawkab de Marrakech, second du classement. 
La saison suivante, le joueur remporte avec le Raja la Coupe des clubs champions africains 1989 en battant le MC Oran en finale. Ce fut un exploit pour les verts et blancs puisqu'ils gagnent le titre dès leur première participation en cette compétition.
En 1990, il est victime d’une grave blessure, lors d’un match du championnat marocain contre le Hassania d'Agadir. Une triple fracture à la mâchoire qui nécessite huit mois de traitement et une opération chirurgicale qui a été un succès. Quelques mois après la finale de coupe du trône perdue face à l'Olympique de Casablanca le 11 janvier 1993, il raccroche les crampons et met un terme à sa carrière sportive.
Abderrahim Hamraoui est parmi les joueurs emblématiques du Raja, ayant rester fidèle au club tout au long de sa carrière en équipe première, qui s'étale sur onze saisons.
Le club lui confit ensuite la direction du Complexe Tessema, qui abrite une partie des jeunes de l'école de formation, de 1996 à 1998. Il occupe jusqu'en 2000 le poste de coordinateur général des jeunes du Raja.

### En équipe nationale
Le parcours international d'Abderrahim Hamraoui débute en équipe nationale junior. Il rejoint ensuite l’équipe nationale espoir en 1983, avant d'intégrer, en 1985, la sélection nationale A.
Hamraoui a été sélectionné par le coach José Faria pour prendre part des 23 mondialistes de Mexico 1986. Mauvaise coïncidence, la Coupe du monde tombait en même temps que les examens du joueur à la faculté. Hamraoui, alors étudiant en sciences économiques, devait obligatoirement passer son dernier examen afin d'obtenir sa licence. Dilemme cornélien pour le tout jeune Abderrahim.
Son amour acharné pour les couleurs nationales le pousse à choisir le Mondial. Motivé pour montrer au monde entier ses passements jambes, il décide de faire une demande au Doyen de la faculté des sciences économiques et juridiques de Casablanca afin qu'il puisse recaler ses examens de fin d'année. La suite des événements s'avère décevante pour le jeune Hamraoui. Alors que la faculté a accepté sa demande, la Fédération royale marocaine de football décide, contre toute attente, de rejeter la sollicitation du joueur. La FRMF, présidée à l'époque par Driss Bamous, refuse sa demande par crainte d'ouvrir la voie à des cas similaires dans le futur.
Finalement, le joueur se désiste de l'affaire et n'en fait pas une polémique. Abderrahim passe ses examens et décroche sa licence.
Abderrahim Hamraoui participe à la Coupe d'Afrique des nations 1988, avec l'équipe du Maroc qui se classe quatrième de cette compétition.

## Statistiques
Liste des matchs avec la sélection nationale :
23/04/1986 Irlande du Nord - Maroc Belfast 2 - 1 Amical 
19/09/1987 Lataquié Algérie 'B' v Maroc 1 - 2 J.M 1987
02/02/1988 Maroc - Autriche Monaco 3 - 1 Tournoi 
03/03/1988 Maroc - RDA Mohammedia 2 - 1 Amical / 1 but
16/03/1988 Maroc - Algérie Casablanca 1 - 0 CAN 1988 
26/03/1988 Maroc - Algérie Casablanca 1 - 1 (3 - 4 p.) Classement CAN 1988

## Palmarès
Raja Club Athletic : (3 titres)
- Coupe des clubs champions africains (1)
  - Vainqueur en 1989.
- Championnat du Maroc :(1)
  - Champion en 1988.
  - Vice-champion en 1986, 1992 et 1993.
- Coupe du Trône :(1)
  - Vainqueur en 1982.
  - Finaliste en 1983 et 1992.